# 長麟 (繙譯進士)
長麟，字石农，满洲镶蓝旗人，清朝官员、繙譯進士出身。
光緒六年（1880年），登庚辰科繙译进士，授翰林院編修。此後累任至户部右侍郎。
甲午戰爭期間，光緒皇帝對長麟與汪鳴鑾頗為信任，時常召對於養心殿有所謀畫。然言談之間不慎被太監竊聽，密告慈禧太后，於光緒二十一年（1895年），與汪鸣銮一同被革。